# Michael Begley
Michael Begley (ur. 22 września 1872 w Dublinie, zm. 24 sierpnia 1938 w Saint Louis) – amerykański wioślarz pochodzenia irlandzkiego, srebrny medalista olimpijski.
Wystąpił na igrzyskach olimpijskich w Saint Louis w 1904 roku, gdzie amerykańska osada Mound City Rowing Club w składzie: Frederick Suerig, Martin Formanack, Charles Aman i Michael Begley zdobyła srebrny medal w czwórce bez sternika. Do złotych medalistów, Amerykanów z Century Boat Club, stracili dwie długości łódki. Startowały tylko trzy zespoły. Był to jego jedyny oficjalny start olimpijski.